# Hohe Villerspitze
La Hohe Villerspitze est une montagne qui s’élève à 3 087 m d’altitude dans les Alpes de Stubai, en Autriche.